# جميلي هواري
جميلي هواري (15 مايو 1987 بوهران في الجزائر - ) هو لاعب كرة قدم جزائري في مركز حراسة المرمى. لعب مع نادي مولودية الجزائر.

## وصلات خارجية
- جميلي هواري على موقع قاعدة بيانات كرة القدم.إي يو (الإنجليزية)
- جميلي هواري على موقع Soccerway.com (الإنجليزية)